# Segregara abrahami
Segregara abrahami là một loài nhện trong họ Idiopidae.
Loài này thuộc chi Segregara. Segregara abrahami được J. Hewitt miêu tả năm 1913.